# Netri, el mártir de Alcorta
Netri, el mártir de Alcorta es una película de Argentina filmada en blanco y negro virado a sepia dirigida por Juan Ginés Muñoz Digiorgi según su propio guion escrito en colaboración con el guion de Ricardo Caballero que fue producida entre 1976 y 1977 y que nunca fue estrenada comercialmente. Fue rodada en la provincia de Córdoba y tuvo como actor principal a  Juan Carlos muñoz

## Sinopsis
La película tiene como tema la actuación del abogado Francisco Netri durante el conflicto de pequeños y medianos arrendatarios rurales, que en 1912 sacudió el sur de la provincia de Santa Fe (Argentina) y se extendió por toda la región pampeana, con centro en la ciudad de Alcorta, y que marcó la irrupción de los chacareros (mayoritariamente procedentes de inmigrantes europeos, especialmente italianos y españoles) en la política nacional del siglo XX, dando origen además a su organización gremial representativa, la Federación Agraria Argentina.
Durante el conflicto conocido históricamente como Grito de Alcorta Francisco Netri fue uno de quienes procuraron encauzar el conflicto hacia la organización de entidades con una acción permanente.  Fue asesinado el 5 de octubre de 1916 en una céntrica calle de Rosario

## Reparto
- Juan Carlos Muñoz
- Héctor Gramajo
- Osvaldo Bielser
- Carlos Díaz Íñigo
- Horacio Gines Muñoz